# Veikkausliiga
Die Veikkausliiga (finnisch, auch schwedisch Tipsligan, beides deutsch in etwa „(die) Toto-“ oder „Wettliga“) ist die höchste Spielklasse im finnischen Fußball der Männer. In ihr wird der finnische Meister ermittelt. Hauptsponsor ist die staatliche Lotteriegesellschaft Veikkaus.

## Modus
Die Liga umfasst zwölf Mannschaften. Jede Mannschaft spielt im Saisonverlauf dreimal gegen jede andere Mannschaft. Der Tabellenerste ist Meister und nimmt an der Qualifikation zur UEFA Champions League teil. Sollten zwei Mannschaften am Saisonende punktgleich an der Tabellenspitze stehen, bestreiten diese zwei Mannschaften in Hin- und Rückspiel den Meister. Der Tabellenletzte steigt am Ende der Saison in die Ykkösliiga (dt.: Erste Division) ab, der Vorletzte muss seinen Platz in den Play-offs gegen den Zweiten der Ykkösliiga verteidigen.
Wie in den skandinavischen Ländern üblich, wird auch in Finnland im Sommer Fußball gespielt. Die Saison beginnt im April oder Mai und endet im Oktober. Die Veikkausliiga steht im Medien- und Zuschauerinteresse im Schatten der finnischen Eishockeyliga. Im Schnitt sehen etwa 3.000 Zuschauer die Partien der Veikkausliiga.

## Teilnehmer in der Saison 2025
In der Saison 2025 nehmen folgende Mannschaften an der Veikkausliiga teil.
- Kuopion PS (Meister/Pokalsieger)
- HJK Helsinki
- Ilves Tampere
- Seinäjoen JK
- Haka Valkeakoski
- Vaasan PS
- Inter Turku
- IF Gnistan
- AC Oulu
- IFK Mariehamn
- Kotkan Työväen Palloilijat (Aufsteiger)
- FF Jaro (Aufsteiger)

## Geschichte

### Vorgeschichte
1908 wurde erstmals der finnische Meister ermittelt. Die damalige Meisterschaft wurde im Pokalmodus ausgetragen, Unitas Helsinki holte seinen einzigen Meistertitel durch einen 4:1-Endspielerfolg über PUS Helsinki. 1914 musste die Meisterschaft wegen des Ersten Weltkrieges erstmals pausieren, wurde aber im folgenden Jahr wieder aufgenommen.

### Einführung einer Liga
1930 wurde mit der Mestaruussarja, die auch als SM-sarja bekannt ist, die Meisterschaft im Ligamodus eingeführt. Diese bestand aus acht Mannschaften. Jede Mannschaft spielte einmal gegen die Konkurrenz. Nach sieben Spielen waren HIFK Helsinki und Turku PS punktgleich, so dass der Meister in einem Entscheidungsspiel ermittelt werden musste. In diesem setzte sich HIFK mit 4:1 deutlich durch.

#### Die Gründungsmitglieder 1930
- Helsingfors IFK
- HPS Helsinki
- Kronohagens IF
- IF Stjärnan
- Åbo IFK
- Turku PS
- Vaasan PS
- ViPS Viipuri

1932 wurden Rückspiele eingeführt, so dass jede Mannschaft in einem Heim- und einem Auswärtsspiel gegen die anderen Mannschaften antreten musste. Daher waren nun 14 Spieltage notwendig, um den Meister zu ermitteln.

### Turbulenzen im Krieg
1939 wurde die Meisterschaft wegen des Zweiten Weltkrieges kurz vor Saisonende abgebrochen. Zum Meister wurde der Tabellenführer Turku PS erklärt. In der folgenden Saison wurde die Meisterschaft wie zu Anfangszeiten im Pokalmodus ausgespielt. 1940/41 wurde wieder in Ligenform gespielt, aber erneut musste kurz vor Saisonende wegen des Krieges abgebrochen werden. Erneut profitierte TPS von der Entscheidung. 1942 wurde wieder im Pokalmodus gespielt, 1943 keine Meisterschaft ausgerichtet.
Direkt nach dem Krieg wurde die Meisterschaft in jeweils einem Wettbewerb des finnischen Verbandes und des Arbeitersportverbandes ausgespielt. Die jeweiligen Sieger spielten den finnischen Meister aus. Einzelne Vereine mussten ihre Heimatorte verlegen, da Teile Finnlands von der Sowjetunion annektiert wurden.

### Wiederschaffung der Liga
1948 wurden die beiden Wettbewerbe vereinigt, so dass die Meisterschaft in einer Liga mit 16 Mannschaften ausgetragen wurde. In den folgenden beiden Jahren wurde die Anzahl der Mannschaften reduziert. Zunächst auf zwölf, dann auf zehn Vereine.
1960 wurde die Anzahl wieder auf zwölf Mannschaften erhöht, ehe kurzzeitig, in der Spielzeit 1971, eine Aufstockung auf 14 Vereine erfolgte. In der folgenden Spielzeit waren wiederum zwölf Mannschaften erstklassig. Zwischen 1979 und 1989 gab es nach Ende der regulären Spielzeit Play-off-Spiele um den Meistertitel bzw. eine Endrunde in Ligaform.

### Veikkausliiga
Bis 1989 wurde die Meisterschaft in einer Liga ausgetragen, die vom finnischen Fußballverband betrieben wurde. 1990 wurde die Veikkausliiga als unabhängige Meisterschaft gegründet. Hauptsponsor der Liga ist der staatliche Wettanbieter Veikkaus. In der ersten Spielzeit wurden noch Meisterschafts-Play-offs ausgespielt. Ab 1991 traten die zwölf Erstligisten in drei Spielen gegeneinander an, so dass jede Mannschaft 33 Saisonspiele zu absolvieren hatte. Gleichzeitig wurde die 3-Punkte-Regel für einen Sieg eingeführt.
1993 wurde nach Ende der regulären Saison eine Meisterschaftsrunde ausgespielt. Parallel lief mit den vier schlechtesten Mannschaften der ersten Liga und den vier bestplatzierten Mannschaften der zweiten Liga eine Relegationsrunde. Dabei wurde die Meisterschaft auf 14 Mannschaften erhöht, was zwei Jahre später wieder rückgängig gemacht wurde. In den Jahren 1997 bis 2003 wurde der Modus noch fünf Mal geändert.
2006 musste die Meisterschaft wegen der Insolvenz von Allianssi Vantaa mit nur 13 Mannschaften gespielt werden. Von 2003 bis 2010 waren wieder 14 Mannschaften in der ersten Liga vertreten. Ab 2011 wird die Veikkausliiga mit zwölf Mannschaften in einer Dreifachrunde ausgetragen.

## Aktueller Modus
Seit 2019 wird die Liga wieder in einer einfachen Hin- und Rückrunde ausgetragen. Danach ermitteln die ersten sechs Mannschaften in der Meisterschaftsrunde den Meister, während die letzten sechs Mannschaften in der Abstiegsrunde spielen. In diesen Runden wird nur die Hinrunde ausgespielt, sodass es hierbei jeweils zu fünf Spieltagen kommt. Die Punkte aus der Hauptrunde werden jeweils übernommen. 2020 wurde die Meisterschaft aufgrund der COVID-19-Pandemie in Finnland nach der Rückrunde beendet.
Der Sieger der Meisterschaftsrunde ist finnischer Meister und nimmt an der 1. Qualifikationsrunde der UEFA Champions League teil. Der Pokalsieger spielt in der 2. Qualifikationsrunde der UEFA Conference League. Der Vizemeister tritt in der 1. Qualifikationsrunde der Conference League an. Den letzten Startplatz in der Conference League spielen die Mannschaften auf den Plätzen 3 bis 6 der Meisterschaftsrunde und die beste Mannschaft der Abstiegsrunde aus. Sollte sich der Pokalsieger bereits für die Conference League qualifiziert haben, rückt der Zweitplatzierte der Abstiegsrunde nach. Von diesen fünf Mannschaften der Play-offs zur Conference League, ist das beste Team automatisch fürs Finale qualifiziert. Den Finalgegner ermitteln die übrigen vier Mannschaften in zwei K.-o.-Runden, wobei es nur ein Spiel gibt, in dem die in der Liga besser geführte Mannschaft Heimspiel hat. Im Play-off-Finale wird dann in Hin- und Rückspiel der letzte Europapokal-Teilnehmer ermittelt.

## Liste der finnischen Fußballmeister
- 1908 – Unitas Helsinki
- 1909 – PUS Helsinki
- 1910 – ÅIFK Turku
- 1911 – HJK Helsinki
- 1912 – HJK Helsinki
- 1913 – Kronohagens IF
- 1914 nicht ausgetragen
- 1915 – Kronohagens IF
- 1916 – Kronohagens IF
- 1917 – HJK Helsinki
- 1918 – HJK Helsinki
- 1919 – HJK Helsinki
- 1920 – ÅIFK Turku
- 1921 – HPS Helsinki
- 1922 – HPS Helsinki
- 1923 – HJK Helsinki
- 1924 – ÅIFK Turku
- 1925 – HJK Helsinki
- 1926 – HPS Helsinki
- 1927 – HPS Helsinki
- 1928 – Turku PS
- 1929 – HPS Helsinki
- 1930 – HIFK Helsinki
- 1931 – HIFK Helsinki
- 1932 – HPS Helsinki
- 1933 – HIFK Helsinki
- 1934 – HPS Helsinki
- 1935 – HPS Helsinki
- 1936 – HJK Helsinki
- 1937 – HIFK Helsinki
- 1938 – HJK Helsinki
- 1939 – Turku PS
- 1940 – Sudet Viipuri
- 1941 – Turku PS
- 1942 – HT Helsinki
- 1943 nicht ausgetragen
- 1944 – Vaasa IFK
- 1945 – Vaasan PS
- 1946 – Vaasa IFK
- 1947 – HIFK Helsinki
- 1947/48 – kein Meister
- 1948 – Vaasan PS
- 1949 – Turku PS
- 1950 – Ikissat Tampere
- 1951 – KTP Kotka
- 1952 – KTP Kotka
- 1953 – Vaasa IFK
- 1954 – Pyrkivä Turku
- 1955 – Kronohagens IF
- 1956 – Kuopion PS
- 1957 – HPS Helsinki
- 1958 – Kuopion PS
- 1959 – HIFK Helsinki
- 1960 – Haka Valkeakoski
- 1961 – HIFK Helsinki
- 1962 – Haka Valkeakoski
- 1963 – Lahden Reipas
- 1964 – HJK Helsinki
- 1965 – Haka Valkeakoski
- 1966 – Kuopion PS
- 1967 – Lahden Reipas
- 1968 – Turku PS
- 1969 – KPV Kokkola
- 1970 – Lahden Reipas
- 1971 – Turku PS
- 1972 – Turku PS
- 1973 – HJK Helsinki
- 1974 – Kuopion PS
- 1975 – Turku PS
- 1976 – Kuopion PS
- 1977 – Haka Valkeakoski
- 1978 – HJK Helsinki
- 1979 – OPS Oulu
- 1980 – OPS Oulu
- 1981 – HJK Helsinki
- 1982 – Kuusysi Lahti
- 1983 – Ilves Tampere
- 1984 – Kuusysi Lahti
- 1985 – HJK Helsinki
- 1986 – Kuusysi Lahti
- 1987 – HJK Helsinki
- 1988 – HJK Helsinki
- 1989 – Kuusysi Lahti
- 1990 – HJK Helsinki
- 1991 – Kuusysi Lahti
- 1992 – HJK Helsinki
- 1993 – FC Jazz Pori
- 1994 – TPV Tampere
- 1995 – FC Haka
- 1996 – FC Jazz Pori
- 1997 – HJK Helsinki
- 1998 – FC Haka
- 1999 – FC Haka
- 2000 – FC Haka
- 2001 – Tampere United
- 2002 – HJK Helsinki
- 2003 – HJK Helsinki
- 2004 – Haka Valkeakoski
- 2005 – MyPa Anjalankoski
- 2006 – Tampere United
- 2007 – Tampere United
- 2008 – Inter Turku
- 2009 – HJK Helsinki
- 2010 – HJK Helsinki
- 2011 – HJK Helsinki
- 2012 – HJK Helsinki
- 2013 – HJK Helsinki
- 2014 – HJK Helsinki
- 2015 – Seinäjoen JK
- 2016 – IFK Mariehamn
- 2017 – HJK Helsinki
- 2018 – HJK Helsinki
- 2019 – Kuopion PS
- 2020 – HJK Helsinki
- 2021 – HJK Helsinki
- 2022 – HJK Helsinki
- 2023 – HJK Helsinki
- 2024 – Kuopion PS

## Rekordmeister
Die folgende Aufstellung umfasst alle finnischen Meisterschaften:
| Rang | Verein            | Titel | Jahr |
| ---- | ----------------- | ----- | --- |
| 01.  | HJK Helsinki      | 33    | 1911, 1912, 1917, 1918, 1919, 1923, 1925, 1936, 1938, 1964, 1973, 1978, 1981, 1985, 1987, 1988, 1990, 1992, 1997, 2002, 2003, 2009, 2010, 2011, 2012, 2013, 2014, 2017, 2018, 2020, 2021, 2022, 2023 |
| 02.  | HPS Helsinki      | 9     | 1921, 1922, 1926, 1927, 1929, 1932, 1934, 1935, 1957 |
| 02.  | FC Haka           | 9     | 1960, 1962, 1965, 1977, 1995, 1998, 1999, 2000, 2004 |
| 04.  | Turku PS          | 8     | 1928, 1939, 1941, 1949, 1968, 1971, 1972, 1975 |
| 05.  | HIFK Helsinki     | 7     | 1930, 1931, 1933, 1937, 1947, 1959, 1961 |
| 05.  | Kuopion PS        | 7     | 1956, 1958, 1966, 1974, 1976, 2019, 2024 |
| 07.  | Tampere United    | 5     | 1950, 1983, 2001, 2006, 2007 |
| 07.  | Kuusysi Lahti 1   | 5     | 1982, 1984, 1986, 1989, 1991 |
| 09.  | KIF Helsinki      | 4     | 1913, 1915, 1916, 1955 |
| 10.  | ÅIFK Turku        | 3     | 1910, 1920, 1924 |
| 10.  | Vasa IFK          | 3     | 1944, 1946, 1953 |
| 10.  | Reipas Lahti 1    | 3     | 1963, 1967, 1970 |
| 13.  | Vaasan PS         | 2     | 1945, 1948 |
| 13.  | KTP Kotka         | 2     | 1951, 1952 |
| 13.  | OPS Oulu          | 2     | 1979, 1980 |
| 13.  | FC Jazz Pori      | 2     | 1993, 1996 |
| 17.  | Unitas Helsinki   | 1     | 1908 |
| 17.  | PUS Helsinki      | 1     | 1909 |
| 17.  | Sudet Viipuri     | 1     | 1940 |
| 17.  | HT Helsinki       | 1     | 1942 |
| 17.  | Pyrkivä Turku     | 1     | 1954 |
| 17.  | KPV Kokkola       | 1     | 1969 |
| 17.  | TPV Tampere       | 1     | 1994 |
| 17.  | MyPa Anjalankoski | 1     | 2005 |
| 17.  | Inter Turku       | 1     | 2008 |
| 17.  | Seinäjoen JK      | 1     | 2015 |
| 17.  | IFK Mariehamn     | 1     | 2016 |

### Chronologie
- 1908:−00 Unitas (1)
- 1909:−00 Unitas, PUS (je 1)
- 1910:−00 Unitas, PUS, ÅIFK (je 1)
- 1911:−00 Unitas, PUS, ÅIFK, HJK (je 1)
- 1912–14: HJK (2)
- 1915:−00 HJK, KIF (je 2)
- 1916:−00 KIF (3)
- 1917:−00 KIF, HJK (je 3)
- 1918–33: HJK (4–7)
- 1934:−00 HJK, HPS (je 7)
- 1935:−00 HPS (8)
- 1936–37: HPS, HJK (je 8)
- 1938–56: HJK (9)
- 1957–63: HJK, HPS (je 9)
- 1964−:00 HJK (10–33)

## Ewige Tabelle der Veikkausliiga
Seit Einführung der Veikkausliiga im Jahr 1990 traten 38 Mannschaften in dieser Spielklasse an. Angeführt wird die ewige Tabelle von HJK Helsinki.

## UEFA-Fünfjahreswertung
Platzierung in der UEFA-Fünfjahreswertung:
(in Klammern die Vorjahresplatzierung). Die Kürzel CL, EL und CO hinter den Länderkoeffizienten geben die Anzahl der Vertreter in der Saison 2025/26 der Champions League, der Europa League sowie der Conference League an.
- 32.  (33)  Kosovo (Liga, Pokal) – Koeffizient: 11.541 – CL: 1, EL: 1, CO: 2
- 33.  (30)  Kasachstan (Liga, Pokal) – Koeffizient: 11.500 – CL: 1, EL: 1, CO: 2
- 34.  (37)  Finnland (Liga, Pokal) – Koeffizient: 11.125 – CL: 1, EL: 0, CO: 3
- 35.  (36)  Irland (Liga, Pokal) – Koeffizient: 10.875 – CL: 1, EL: 0, CO: 3
- 36.  (39)  Armenien (Liga, Pokal) – Koeffizient: 10.625 – CL: 1, EL: 0, CO: 3

Stand: Ende der Europapokalsaison 2023/24